# Daniel Keyes
Pour les articles homonymes, voir Keyes.
Œuvres principales
- Des fleurs pour Algernon

Daniel Keyes, né le 9 août 1927 à Brooklyn à New York et mort le 15 juin 2014 , est un écrivain américain. Il est l'auteur de Des fleurs pour Algernon, de Les Mille et Une Vies de Billy Milligan et de Les Mille et Une Guerres de Billy Milligan.

## Biographie
Daniel Keyes s’est engagé dans la marine marchande à l’âge de dix-sept ans avant de reprendre ses études, jusqu’à l’obtention d’un bachelor (équivalent d'une licence) en psychologie. Après une première expérience dans l’édition (chez Marvel), il écrit plusieurs scénarios pour des comics publiés par Marvel, puis par EC Comics. C’est finalement vers l’enseignement qu’il s’oriente, puisqu’il devient professeur d’anglais, de littérature américaine et d’écriture à l’université de l'Ohio. En parallèle, Keyes s’essaie à l’écriture, en publiant en 1966 Des fleurs pour Algernon, dont le succès ne se démentira jamais : considéré comme un classique, ce livre a été traduit à ce jour dans près de trente pays, vendu à cinq millions d’exemplaires et adapté pour le grand écran, ce qui confère à son auteur une réputation internationale.
Daniel Keyes est décédé le 15 juin 2014 des suites d'une pneumonie dans sa demeure du sud de la Floride,.

## Publications remarquées

### Des fleurs pour Algernon
Nouvelle reprise dans de nombreuses anthologies de science-fiction, Des fleurs pour Algernon décrit le voyage cognitif d'un attardé mental léger dont le quotient intellectuel est augmenté par un procédé chirurgical. Son changement de point de vue sur le monde tel que manifesté dans la nouvelle (qui est rédigée sous forme de journal) forme l'intérêt essentiel de la nouvelle. Un nouveau ressort dramatique se manifeste quand le héros, qui a largement dépassé ses maîtres, découvre que la modification qu'il a subie est vouée à connaître un déclin rapide et irréversible, déclin qu'il décrit minutieusement dans son journal.
La nouvelle Des fleurs pour Algernon remporte le prix Hugo de la meilleure nouvelle courte 1960 puis le prix Hugo spécial de la meilleure nouvelle longue de tous les temps en 1992. La nouvelle devient ultérieurement un roman qui gagne le prix Nebula du meilleur roman en 1966, puis un film nommé Charly réalisé par Ralph Nelson en 1968.

### Les Cyranoïdes
Avec l'appui de la notoriété qui lui avait été apportée par le livre, Daniel Keyes passa le restant de sa vie à travailler à ses recherches propres sur le thème des cyranoïdes, personnes dont les réponses, les réactions, les perceptions sont élaborées par des tiers de leur entourage (à l'instar de Christian dans Cyrano de Bergerac).

### Les Mille et Une Vies de Billy Milligan
Passionné par l'affaire de personnalité multiple de Billy Milligan qui fit la une de tous les journaux américains de la fin des années 1970, Daniel Keyes s'en est emparé pour construire un roman non fictionnel en forme de thriller psychologique, résultat de mois de rencontres et d'entretiens avec tous les protagonistes de l'histoire, y compris les vingt-quatre personnalités du protagoniste ! (Livre publié aux États-Unis en 1981 et en France en 1982 chez Balland sous le titre Billy Milligan, l'homme aux vingt-quatre personnalités, dans une traduction de Jean-Pierre Carasso, réédité en 2007 chez Calmann-Lévy sous le titre ci-dessus.)

### Les Mille et Une Guerres de Billy Milligan
Daniel Keyes écrira une suite aux Mille et Une Vies de Billy Milligan. Cette suite, Les Mille et Une Guerres de Billy Milligan (The Milligan Wars), raconte le combat de Billy Milligan durant son incarcération à la prison-hôpital de Lima, puis son transfert à Dayton. L'ouvrage dénonce la rage avec laquelle les médias et les politiques se sont emparés de l'affaire, faisant pression sur l'exécutif afin d'éliminer Milligan de toutes les mémoires. Les conditions inhumaines d'emprisonnement sont dépeintes, soit une image peu glorieuse de la justice américaine. Le livre sera interdit à la publication aux États-Unis. Il paraît en France en janvier 2009 chez Calmann-Lévy dans une traduction de Minos Hubert.

## Œuvres
(liste non exhaustive)

### SérieBilly Milligan
1. Billy Milligan, l'homme aux 24 personnalités, Balland, 1982 ((en) The Minds of Billy Milligan, 1981)Réédité par Calmann-Lévy en 2007 sous le titre Les Mille et Une Vies de Billy Milligan
2. Les Mille et Une Guerres de Billy Milligan, Calmann-Lévy, 2009 ((en) The Milligan Wars, 1986)

### Romans indépendants
- Des fleurs pour Algernon, J'ai lu, 1972 ((en) Flowers for Algernon, 1966)
- (en) The Touch, 1968
- (en) The Fifth Sally, 1980

### Nouvelles
- Des fleurs pour Algernon, 1959 ((en) Flowers for Algernon, 1959)
- Le Miroir humain, 1960 ((en) Crazy Maro, 1960)
- Le Procès de la Machine, 1964 ((en) A Jury for Its Peers, 1963)

### Essais
- (en) Unveiling Claudia, 1986
- Algernon, Charlie et moi, J'ai lu, 2011 ((en) Algernon, Charlie, and I: A Writer's Journey, 2000)